# Jan Jakubowski (lekkoatleta)
Jan Jakubowski (ur. 16 grudnia 1911 w Berlinie, zm. 13 lutego 1994 w Poznaniu) – polski lekkoatleta, średniodystansowiec.

## Życiorys
Z zawodu był grawerem.
Srebrny medalista zimowych mistrzostw kraju w biegu na 3000 metrów (1933).
Mistrz Polski w sztafecie 3 × 1000 metrów (1946).

## Rekordy życiowe
Źródło:
| Konkurencja         | Data i miejsce            | Wynik   |
| ------------------- | ------------------------- | ------- |
| bieg na 800 metrów  | 15 czerwca 1930, Warszawa | 2:03,0  |
| bieg na 1500 metrów | 2 czerwca 1935, Poznań    | 4:15,6  |
| bieg na 3000 metrów | 26 czerwca 1931, Warszawa | 9:26,0  |
| bieg na 5000 metrów | 5 lipca 1935, Praga       | 16:15,2 |

W 1937 został odznaczony Brązowym Krzyżem Zasługi.